# Тийлт-Винге
Тилт-Винге (на нидерландски: Tielt-Winge) е община в Централна Белгия, провинция Фламандски Брабант. Намира се на 15 km североизточно от Льовен. Населението му е 10 707 души (по приблизителна оценка от януари 2018 г.).
Тилт-Винге се състои от подобщините Хауварт, Менсел-Кезегем, Синт Йорис Винге и Тилт.
В Менсел-Кезегем е роден колоездачът Еди Меркс (р. 1945).